# James Biberi
James Biberi (ur. 28 lipca 1965 w Djakowicy) – amerykański aktor pochodzenia albańskiego, jest znany z udziału w filmach Drive, Producenci oraz Czas zemsty i w serialu Prawo i porządek.

## Życiorys
W wieku 2 lat wyprowadził się wraz z rodzicami do Nowego Jorku. Karierę aktorską zaczął w roku 1993.

## Filmografia

### Filmy
| Rok  | Tytuł                     | Rola                 |
| ---- | ------------------------- | -------------------- |
| 1993 | Wśród przyjaciół          | pasażer Narc         |
| 1997 | Ludzie mafii              |                      |
| 2002 | Nawrót depresji gangstera | agent Miller         |
| 2005 | Producenci                | strażnik węzienny    |
| 2005 | Blef                      | oficer ochrony       |
| 2006 | Uznajcie mnie za winnego  | Frank Brentano       |
| 2007 | Gracie                    | Sal Brown            |
| 2007 | Odważna                   | inspektor Pitney     |
| 2007 | Blef (film)               |                      |
| 2008 | Na pewno, być może        |                      |
| 2009 | Najlepszy                 | Sec                  |
| 2010 | Trener                    | Ref                  |
| 2011 | Drive                     | Chris Cook           |
| 2011 | Nasz brat idiota          | Gus                  |
| 2013 | Czas zemsty               | Ilir                 |
| 2013 | Dziewczyna z pociągu      | Cabbie               |
| 2013 | Czarna lista              | Pavlovich Brother #3 |
| 2014 | Amsterdam Express         | Van Doom             |
| 2018 | Ocean’s 8                 | Yuri                 |
| 2019 | Mężczyzna z Bejrutu       |                      |
| 2021 | Skazani na siebie         | Freddy               |

### Seriale
| Rok  | Tytuł                               | Rola                  | Uwagi                    |
| ---- | ----------------------------------- | --------------------- | ------------------------ |
| 1996 | Prawo i porządek                    |                       | Odcinek 23 sezonu 7      |
| 1997 | Melrose Place                       | Detektyw Hillman      | Odcinek 18 sezonu 6      |
| 1997 | Jedwabne pończoszki                 | Oficer Mangione       | Odcinek 11 sezonu 7      |
| 1999 | Brygada ratunkowa                   |                       | Odcinek 16 sezonu 1      |
| 1999 | Rodzina Soprano                     | Maitre'd              | Odcinek 11 sezonu 2      |
| 2000 | Prawo i porządek                    |                       | Odcienk 18 sezonu 11     |
| 2001 | Prawo i porządek: Zbrodniczy zamiar |                       | Odcinek 14 sezonu 5      |
| 2001 | Prawo i porządek: Zbrodniczy zamiar | Odcinek 12 sezonu 7   |                          |
| 2001 | 100 Centre Street                   | Joy Glass             | Odcinki 4 i 6 sezonu 2   |
| 2002 | Prawo i porządek: sekcja specjalna  | Edward de Ricco       | Odcinki 1 i 9 sezonu 4   |
| 2003 | Seks w wielkim mieście              | detektyw              | Odcinek 1 sezonu 6       |
| 2003 | Prawo i porządek                    | Stewart               | Odcinek 11 sezonu 14     |
| 2005 | Wołanie o pomoc                     | Vinny                 | Odcinki 1-3 sezonu 2     |
| 2007 | Prawo i porządek: Zbrodniczy zamiar | Al Petrosino          | Odcinek 12 sezonu 7      |
| 2008 | Prawo i porządek: Zbrodniczy zamiar | Al Petrosino          | Odcinek 9 sezonu 8       |
| 2008 | Prawo i porządek                    | szef detektywów Laird | Odcinek 8 sezonu 18      |
| 2009 | Prawo i porządek                    | szef detektywów Laird | Odcinki 7 i 23 sezonu 20 |
| 2009 | Białe kołnierzyki                   | Gaines                | Odcinek 1 sezonu 1       |
| 2010 | Zaprzysiężeni                       | Kola                  | Odcinek 4 sezonu 1       |
| 2011 | Mildred Pierce                      | Prêtre                | Odcinek 3 sezonu 1       |
| 2013 | Złoty chłopak                       | Robert Kilgore        | Odcinek 2 sezonu 1       |
| 2018 | Daredevil                           | Vic Yusufi            | Odcinek 4 sezonu 3       |
| 2021 | Hightown                            | Pułkownik Smith       | Odcinki 1 i 5 sezonu 2   |

## Życie prywatne
Jego córka nazywa się Tess Biberaj.